# Kowarzia tenella
Kowarzia tenella är en tvåvingeart som först beskrevs av Johan August Wahlberg 1844.  Kowarzia tenella ingår i släktet Kowarzia, och familjen dansflugor. Arten är reproducerande i Sverige.